# Vocal central
Una vocal central és un tipus de so de vocal usat en algunes llengües parlades. La característica definitòria d'una vocal central és que la llengua es posiciona a mig camí entre una vocal anterior i una vocal posterior. Les vocals centrals que tenen símbols específics a l'alfabet fonètic internacional (IPA) són:
- vocal tancada central no arrodonida [ɨ]
- vocal tancada central arrodonida [ʉ]
- Vocal semitancada central no arrodonida [ɘ] (algunes publicacions més antigues poden usar en canvi [ë])
- Vocal semitancada central arrodonida [ɵ] (algunes publicacions més antigues poden usar en canvi [ö])
- Vocal mitjana central sense arrodoniment especificat [ə] (vocal neutra, usat generalment per a una vocal no arrodonida)
- Vocal semioberta central no arrodonida [ɜ] (algunes publicacions més antigues poden usar en canvi [ɛ̈])
- Vocal semioberta central arrodonida [ɞ] (algunes publicacions més antigues poden usar en canvi [ɔ̈])
- Vocal quasioberta central sense arrodoniment especivicat [ɐ] (usat generalment per a una vocal no arrodonida)

També hi ha vocals central que no tenen símbols dedicats a l'IPA:
- Vocal quasitancada central no arrodonida [ɪ̈], [ɨ̞] o [ɘ̝] (símbol no oficial: [ᵻ])
- Vocal quasitancada central arrodonida] [ʊ̈], [ʏ̈], [ʉ̞] o [ɵ̝] (símbol no oficial: [ᵿ])
- Vocal mitjana central no arrodonida [ɘ̞] o [ɜ̝] (escrita usualment [ə])
- Vocal mitjana central arrodonida [ɵ̞] o [ɞ̝] (escrita usualment [ɵ], o sigui com si fos quasimitjana)
- Vocal quasioberta central no arrodonida [ɜ̞] (escrita usualment [ɐ])
- Vocal quasioberta central arrodonida [ɞ̞] (pot escriure's [œ], o sigui com si fo anterior quasioberta)
- Vocal oberta central no arrodonida [ä] (també no oficial [a] però d'ús freqüent)
- Vocal oberta central arrodonida [ɶ̈], [ɶ̠], [ɒ̈] o [ɒ̟]